# Мєждурєченський (Архангельська область)
Мєждурєченський (рос. Междуреченский) — селище в Пінезькому районі Архангельської області Російської Федерації.
Населення становить 1317 осіб. Входить до складу муніципального утворення Междуреченське муніципальне утворення.

## Історія
Від 1937 року належить до Архангельської області.
Орган місцевого самоврядування від 2004 року — Междуреченське муніципальне утворення.

## Населення
| 2002 | 2010  | 2012  |
| ---- | ----- | ----- |
| 1307 | ↗1981 | ↘1317 |